# Torre de les Viles
La Torre de les Viles és una obra de Rupit i Pruit (Osona) inclosa a l'Inventari del Patrimoni Arquitectònic de Catalunya.

## Descripció
Torre de planta quadrada coberta a quatre vessants amb una torreta al centre, de secció quadrada i coberta a quatre vessants. Al centre de la façana, que mira vers la carretera d'Olot, s'eleva un capcer triangular, al davant del portal hi ha una balustrada a la qual s'accedeix mitjançant uns graons de pedra. Les obertures són de forma rectangular. Consta de planta baixa i dos pisos, els quals són marcats amb impostes de totxo. A la part posterior hi ha tres portals d'arc de mig punt. És construïda en lleves de pedra sense polir, totxo, ciment i els teulats són decorats amb fusta.

## Història
Aquesta torre forma part del patrimoni de les Viles i per les característiques constructives es pot datar com un edifici del segle xix o de principis del XX. Els propietaris de les Viles conserven documentació des del segle XII; aquest conjunt de cases arribà a tenir nou masoveries. Els llinatges de les Viles unificades seguí sense interrupció d'hereu a hereu fins al 1860, moment en què la pubilla del mas va contraure matrimoni amb Marià Bojons de Sala i de Tortadès, a la mort del qual la viuda es casà amb Joan Fatjó i Borrell. Així es va perdre temporalment el cognom del llinatge fins que l'any 1949 amb motiu del Centenari de Balmes, que va morir a la casa Bojons de Vic, el general Franco s'instal·là en aquesta casa i concedí el privilegi a la família de poder ostentar, en el seu cognom, el nom compost de Viles-Fatjó. L'hereu actual viu a la casa i continua les tasques de pagès.